# Type S SNCV
Le type S est un type d'automotrice électrique et remorque pour tramway de la Société nationale des chemins de fer vicinaux (SNCV), les types SE, SM, SO et SJ en constituent des variantes ou des versions modernisées.

## Histoire
Elles sont construites entre 1953 et 1959 et circuleront jusque dans les années 1980 pour les versions modernisées. Certaines d'entre elles servent encore au service technique du métro léger de Charleroi. 

## Modèles

### Type S
Les Types S ont été mises en service entre 1953 et 1959. Elles ont été construites par les ateliers vicinaux bruxellois pour remplacer les automotrices de type Standard. Certaines Types S ont été construites par transformation de certains Type N.

### Type SE
Au nombre de 13, les Types SE ont été conçues spécialement pour l'exposition universelle de 1958, à Bruxelles. Les intérieurs étaient plus luxueux que ceux des Types S classiques.

### Type SM
Les Types SM (numérotées de 9120 à 9160) sont des Types S transformées : changement du pantographe par un pantographe moderne unijambiste ou non. Des marchepieds pliants ont été installés par les ateliers du dépôt de Jumet, afin de mieux desservir les stations du métro léger.

### Type SJ
Les Types SJ (numérotées de 9170 à 9184) sont des Types S entièrement transformées par les ateliers de Jumet. Quelques Types SJ sont toujours en service — dépannages, voies et caténaires — sur le métro léger de Charleroi.

### Sitographie
1. ↑  « Les Forums de Passions Métrique et Etroite !! • Afficher le sujet - Les vicinaux dans le Hainaut », sur www.passion-metrique.net (consulté le 23 novembre 2020)
2. 1 2 3 4  « Les types S, SM et SJ - Les transports en commun de Charleroi », sur web.archive.org, 24 septembre 2009 (consulté le 22 novembre 2020)